# كسينيا سوخينوفا
كسينيا سوخينوفا (الروسية: Ксе́ния Сухи́нова) إسمها الكامل كسينيا فلاديميروفنا سوخينوفا (الروسية: Ксе́ния Влади́мировна Сухи́нова) ولدت في 26 أغسطس 1987 في نيجنفارتوفسك في روسيا وهي ملكة جمال روسيا لسنة 2007 وملكة جمال العالم لسنة 2008.

## روابط خارجية
- كسينيا سوخينوفا على موقع IMDb (الإنجليزية)
- كسينيا سوخينوفا على موقع دليل عارضات الأزياء (الإنجليزية)